# LGBT práva na Fidži

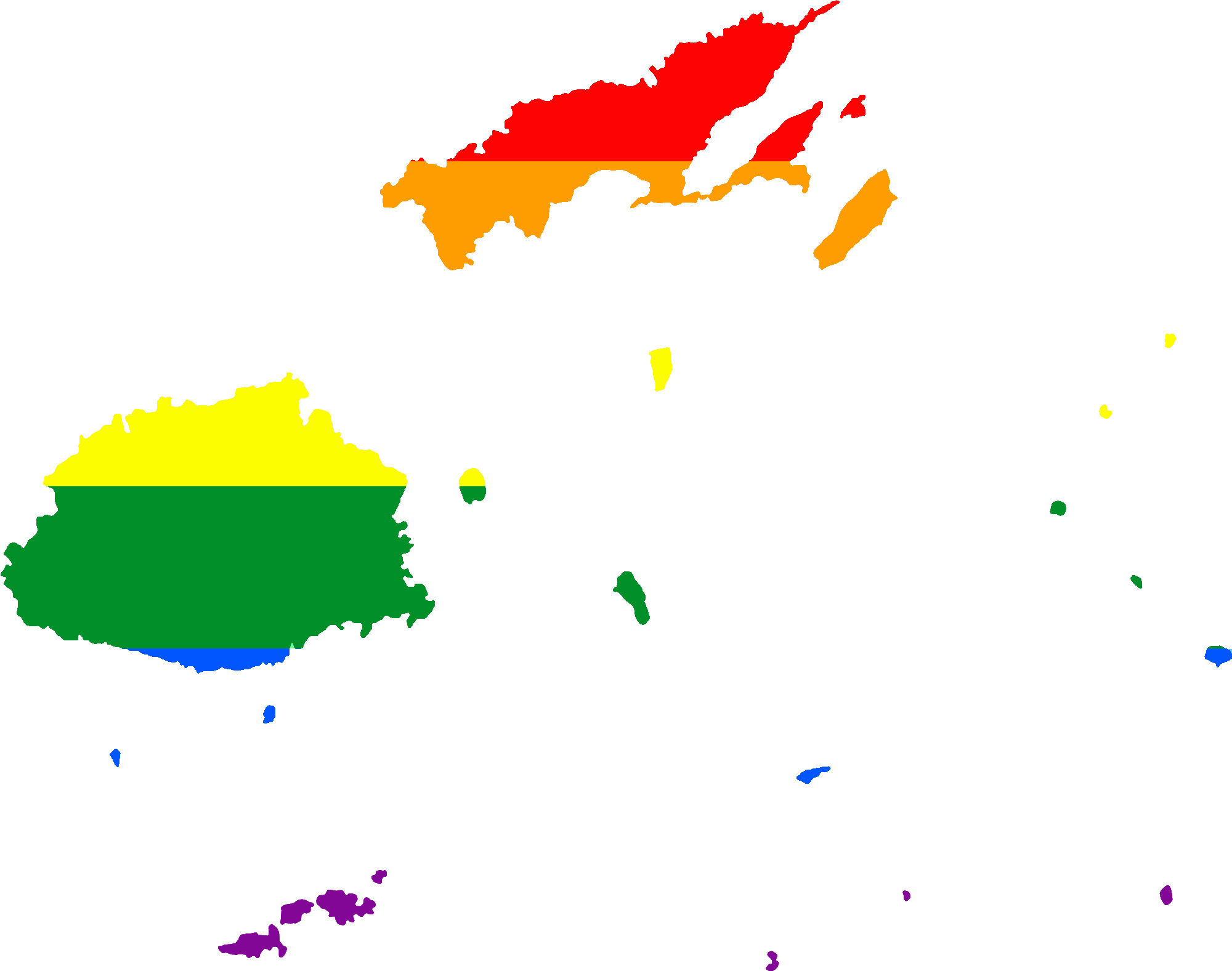
Duhová mapa Fidži

V r. 1997 se Fidži stalo druhou zemí na světě, která explicitně zakázala diskriminaci jiných sexuálních orientací. V r. 2009 byla tato ústava zrušená a později v září 2013 nahrazená novou, která zakazuje jak diskriminaci jiných sexuálních orientací, tak i genderových identit.

## Zákony týkající se stejnopohlavní sexuální aktivity
V r. 2005 byl vyšetřován australský turista Thomas McCosker pro spáchání trestného činu sodomie, když provozoval konsensuální pohlavní styk s jiným mužem Dhirendrou Nadanem. Oba muži byli shledáni vinnými a odsouzeni k trestu odnětí svobody. Rozsudek ten samý rok v srpnu 2005 zrušil soud vyšší instance pro neústavnost.
Tu samou dobu hájil tehdejší premiér Laisenia Qarase zákony proti sodomii s odkazem na biblický citát o homosexualitě. Jeho názory nesdílel viceprezident Ratu Joni Madraiwiwi, podle něhož mají homosexuálové právo na ochranu soukromí.
V r. 2006 se fidžijský velvyslanec na Novém Zélandu vyjádřil k aktuální politické situaci po vojenském převratu tak, že nová vláda nemá záměr vést žádnou anti-gay politiku.
Od 1. února 2010 je konsensuální a bezúplatný mužský i ženský homosexuální pohlavní styk vykonaný v soukromí mezi způsobilými osobami legální podle Vyhlášky o trestných činech z r. 2010.

## Ochrana před diskriminací
Diskriminace jiných sexuálních orientací v pracovněprávních vztazích je na Fidži ilegální.
Od r. 1997 je ústavou zakázaná diskriminace jiných sexuálních orientací na vládní půdě. Tato ústava byla v r. 2009 zrušená z podnětu prezidenta.
V dubnu 2013 se generální prokurátor Aiyaz Sayed-Khaiyum snažil zahrnout ochranu jiných sexuálních orientací před diskriminací do nové Ústavy Fidžijské republiky, jež měla být ten samý rok spuštěná. Ústava nabyla účinnosti v srpnu 2013 a kromě jiných sexuálních orientací chrání před diskriminací i genderové identity.

## Rodinné právo
Fidžijské rodinné právo neuznává stejnopohlavní manželství ani jinou formu soužití párů téhož pohlaví. Od r. 2002 zdejší zákony manželství osob stejného pohlaví přímo zakazují.
26. března 2013 se premiér Frank Bainimarama otevřeně vymezil proti stejnopohlavnímu manželství, když se jej v rozhlase na toto téma zeptal anonymní dotazovatel. Jeho odpověď zněla takto: "Něco takového nikdy nemůže být povolené, protože to odporuje náboženským hodnotám". V dubnu 2013 demonstrovala LGBT skupina sdružující studenty pro otevření veřejné debaty na toto téma.

## Životní podmínky
Veřejné projevy lásky jsou všeobecně považovány za společenský prohřešek.
Sociální normy mají tendenci být v náhledu na jiné sexuální orientace a genderové identity spíše konzervativní, i přesto však nejsou známy žádné zprávy o tom, že by se v zemi vedla nějaká kampaň proti právům LGBT.
1. července 2001 byli ředitel Červeného kříže John Maurice Scott a jeho partner Gregory Scrivener brutálně zavražděni v hlavním městě Suva. Nelze však objektivně říci, zda se tak stalo z motivu politického, či homofobního. Jejich příběh se posléze stal námětem pro natáčení novozélandského dokumentu An Island Calling (2008).
17. května 2012 fidžijská policie zrušila konání pochodu za práva LGBT.

## Souhrnný přehled
| Legální stejnopohlavní styk                                                            | (2010) |
| Stejný věk legální způsobilosti k pohlavnímu styku pro obě orientace                   | (2010) |
| Antidiskriminační zákony v zaměstnání                                                  | (2010) |
| Antidiskriminační zákony v přístupu ke zboží a službám                                 | (2013) |
| Antidiskriminační zákony v ostatních oblastech (homofobní urážky, zločiny z nenávisti) | (2013) |
| Stejnopohlavní manželství                                                              | No     |
| Stejnopohlavní soužití                                                                 | No     |
| Adopce dítěte partnera                                                                 | No     |
| Společná adopce dětí stejnopohlavními páry                                             | No     |
| Gayové a lesby smějí otevřeně sloužit v armádě                                         |        |
| Možnost změny pohlaví                                                                  |        |
| Zrušení léčení homoseuality                                                            | (2010) |
| Přístup k umělému oplodnění pro lesbické ženy                                          | No     |
| Náhradní mateřství pro gay páry                                                        | No     |
| MSM smějí darovat krev                                                                 | No     |